# Флорбетабен
Флорбетабен (18F) — радиофармацевтический препарат для диагностики болезни Альцгеймера. Одобрен для применения: США (2014).

## Механизм действия
Связывается с амилоидными бляшками.

## Показания
Определение плотности амилоидных бляшек при диагностике болезни Альцгеймера с помощью ПЭТ.